# Ukrainoczka
Ukrainoczka – przedsiębiorstwo (spółka z ograniczoną odpowiedzialnością) z siedzibą przy ulicy Władysława Grabskiego 7A we Wrocławiu i sieć sklepów w Polsce oferujących przede wszystkim artykuły z państw położonych na wschód od Polski.
Pomysł na zbudowanie marki powstał w związku z rosnącą migracją zarobkową i geopolityczną Ukraińców do Polski i związanym z tym popytem na towary znane ze sklepów ukraińskich, które nieobecne były w polskim handlu. Popyt na ten segment produktów wzrósł zwłaszcza po 2014 i 2021, w związku z agresją Rosji na Ukrainę i przybywaniem do Polski kolejnych fal uchodźców oraz imigrantów. Pierwszy sklep sieci otwarto w maju 2017 w Gorzowie Wielkopolskim, a drugi w październiku tego samego roku w Szczecinie. Od początku funkcjonowania Ukrainoczka otwiera sklepy własne i franczyzowe. W 2024 działało w kraju siedem sklepów własnych i trzynaście franczyzowych. Na rok 2025 planowane jest uruchomienie około stu placówek (przede wszystkim w miastach powyżej 100.000 mieszkańców).
W asortymencie sieci pozostaje głównie jedzenie ukraińskie, a w mniejszym stopniu mołdawskie, gruzińskie, litewskie i łotewskie. Są to typowe dla dawnego Związku Sowieckiego artykuły spożywcze, m.in. suszone i wędzone ryby, mrożonki, pielmienie, słonina, słodycze, kawior, wędliny (także uzyskane z koniny), alkohol i napoje. W 2018 oferowano również produkty z Białorusi, Rosji i Kazachstanu.
Prezesem spółki jest Maksim Primieczajew (2024).